# NGC 1092
NGC 1092 (również PGC 10432 lub HCG 21D) – galaktyka eliptyczna (E), znajdująca się w gwiazdozbiorze Erydanu. Odkrył ją Francis Leavenworth 17 października 1885 roku. Należy do zwartej grupy galaktyk Hickson 21 (HCG 21).